# Copidosoma sinevi
Copidosoma sinevi is een vliesvleugelig insect uit de familie Encyrtidae. De wetenschappelijke naam is voor het eerst geldig gepubliceerd in 1988 door Sharkov.